# Филиппинско-южносуданские отношения
Филиппинско-южносуданские отношения — двусторонние дипломатические отношения между Филиппинами и Южным Суданом. Филиппины признали Южный Судан суверенным государством почти через месяц после того, как 9 июля 2011 года была провозглашена его независимость. С марта 2013 года посольство Филиппин в Найроби представляет интересы страны и в Южном Судане. Ранее интересы страны представляло посольство Филиппин в Каире.

## История
Филиппины и Южный Судан установили дипломатические отношения посредством Совместного коммюнике, подписанного послами этих государств в Кении в Отделении Организации Объединённых Наций 13 марта 2013 года. Установление отношений между Филиппинами и Южным Суданом было взаимовыгодным, поскольку они смогли активизировать контакты в различных областях сотрудничества. Послы также обсудили необходимость создания Совместной комиссии о двустороннем сотрудничестве для определения различных областей взаимодействия.
13 апреля 2016 года президент Южного Судана Сальваторе Киир принял верительные грамоты посла Филиппин Баяни Мангибина.

## Экономические отношения
В Южном Судане работает более 300 представителей филиппинской диаспоры. 13 января 2012 года «Филиппинское управление по трудоустройству за рубежом» запретило отправку филиппинских рабочих в Южный Судан из-за эскалации межэтнического насилия в штате Джонглей. Запрет был снят 22 марта 2012 года по мере улучшения политической ситуации и положения с безопасностью в Южном Судане.
24 декабря 2013 года «Филиппинское управление по трудоустройству за рубежом» вновь ввело запрет на отправку филиппинских рабочих в Южный Судан в связи с началом гражданской войны в этой стране. 21 октября 2015 года «Филиппинское управление по трудоустройству за рубежом» частично сняло запрет на поезду в Южный Судан по рекомендации министерства иностранных дел, чтобы разрешить филиппинскому персоналу международных организаций вернуться в эту страну при условии, что работодатели возьмут на себя ответственность за возможную эвакуацию филиппинских рабочих. Разрешение было специально предоставлено компании Dai Nippon Construction для использования рабочих исключительно в финансируемых проектах Японским агентством международного сотрудничества: строительства моста через реку Нил и внедрения системы водоснабжения. 24 января 2016 года такое же разрешение было предоставлено компании Pacific Architects and Engineers Incorporated по контракту с Государственным департаментом США.
30 июня 2016 года в связи с формированием Переходного правительства национального единства и улучшением ситуации, «Филиппинское управление по трудоустройству за рубежом» разрешило распределение вернувшихся филиппинских граждан в Южный Судан при условии подтверждения наличия работы.